# 汶水路站
汶水路站位于中华人民共和国上海市静安区大宁路街道共和新路与汶水路交叉口，是上海地铁1号线的地铁车站。

## 车站结构

### 楼层分布
汶水路站为高架车站，共有三层：第一层于共和新路平齐，设有4个出入口；二层是站厅，提供地铁售票、交通卡充值、安检进站等服务；三层是站台层，设有两个侧式站台。其中，站台上方是南北高架。
以下是汶水路站站房楼层分布图：
| 地上四层 | 道路               | 南北高架                         |                    |                    |
| 地上三层 | 侧式站台，右侧开门 | 侧式站台，右侧开门               | 侧式站台，右侧开门 | 侧式站台，右侧开门 |
|          |                    | █ 1号线 往富锦路（彭浦新村）     |                    |                    |
|          |                    | █ 1号线 往莘庄（上海马戏城）     |                    |                    |
|          | 侧式站台，右侧开门 |                                  |                    |                    |
| 地上二层 | 站厅               | 票务服务、自动售票机、人工服务台 |                    |                    |
| 地面层   | 出入口             | 1-4出入口                        |                    |                    |

### 站厅
汶水路站站厅设有两个互不连通的进站区域。北进站区域连接1、4号口，各设2座楼梯和自动扶梯及2座升降电梯通往1号线两个方向的站台，惟站厅升降电梯需预约使用；南进站区域连接2、3号口，各设2座扶梯通往一号线的两座站台。。

### 站台
汶水路站站台位于高架三层，为侧式站台。两座站台均设有楼梯、自动扶梯和升降电梯通往站厅；站台上均候车区供候车乘客休息。

## 车站出口
汶水路站共有4个出入口，其中1、4号口连通北站厅，2、3号口连通南站厅，各出入口如下所示：
| 出口编号            | 出口指示         | 照片       |
| 连通北站厅          | 连通北站厅       | 连通北站厅 |
| ------------------- | ---------------- | ---------- |
| 1 · 出口 · （设有） | 汶水路，江场路   |            |
| 4 · 出口 · （设有） | 汶水路，江场西路 |            |
| 连通南站厅          |                  |            |
| 2 · 出口            | 永和东路，汶水路 |            |
| 3 · 出口            | 永和路，汶水路   |            |
| 图例： 设有         |                  |            |

## 接驳交通

### 公交换乘
46、95、98、114、206、222、232、234、253、312、322、528、722、741、758、762、849、916、951